# Њу Кејнан (Конектикат)
Њу Кејнан (енгл. New Canaan) град је у америчкој савезној држави Конектикат. По попису становништва из 2020. у њему је живело 20.622 становника.